# Stefan Bell
Stefan Bell és un futbolista alemany que juga pel 1. FSV Mainz 05 a la Bundesliga.

## Carrera futbolística
va començar jugant a la Jugendspielgemeinschaft Wehr/Rieden/Volkesfeld, més tard, va passar al TuS Mayen. El 2007, va començar a jugar al juvenil del 1. FSV Mainz 05. Va començar la seva carrera professional en aquest mateix equip el 29 d'agost de 2010, on encara segueix jugant.